# Monty Python Repülő Cirkusza
A Monty Python Repülő Cirkusza (eredeti címén Monty Python's Flying Circus, az utolsó évadban pedig Monty Python) a Monty Python-csoport rendkívül népszerű komédiasorozata volt, amelynek nyomán a csoport világszerte ismertté vált. A műsorban fontos szerepet kaptak a való életben lehetetlen vagy nagyon kis valószínűséggel megtörténő esetek, a két- vagy többértelmű és vizuális humor, valamint a slusszpoén hiánya. A műsorok szerves részét alkották Terry Gilliam animációi, melyek tudatfolyamhoz hasonló módon kapcsolták össze a jeleneteket.
Az első részt 1969. szeptember 7-én vették fel, és október 5-én került adásba a BBC1-en. Ezt a következő négy évadban még 44 epizód követte.
A műsor gyakran tette gúny tárgyává a britek (leginkább a diplomával rendelkezők) mindennapi életének a jellemzőit, alkalmanként viszont politikai töltetű jeleneteket is készítettek. A Pythonok mindegyike felsőfokú végzettséggel rendelkezett (Graham Chapman, John Cleese és Eric Idle a Cambridge-i, Terry Jones és Michael Palin pedig az Oxfordi Egyetem hallgatója volt; az amerikai Terry Gilliam az Occidental College nevű Los Angeles-i művészeti iskola diákja volt), ezért a jelenetekben gyakran bukkannak fel filozófusok, írók, irodalmi és történelmi személyiségek nevei. A sorozat szerkezetére és magára a csoportra is a hagyományos, jelenetek füzéréből álló műsoroknál sokkal mélyebb hatást gyakorolt Spike Milligan Q5 című komédiasorozata. A szándékuk az volt, hogy az addigitól teljesen különböző, egyetlen skatulyába sem sorolható dolgot hozzanak létre. Ez sikerült is: a Monty Python stílusát idéző alkotásokat ma már a pythoneszk névvel illetik. Ennek ellenére Terry Jones szerint az, hogy a szótárban egy új szó hozzájuk kapcsolódik, azt mutatja, mennyire melléfogtak. A csoport humorát abszurdnak, szürreálisnak, dadaistának és helyzetkomédiának is lehet nevezni.
A sorozat híres főcímzenéje John Philip Sousa A szabadság harangja című művének bevezető része.

## Korábban felmerült címváltozatok
- 1 2 3
- A Horse, a Bucket, and a Spoon (Egy ló, egy vödör és egy kanál)
- A Horse, A Spoon and A Basin (Egy ló, egy kanál és egy lavór)
- Baron Von Took’s Flying Circus (Von Took Báró Repülő Cirkusza)
- Barry Took’s Flying Circus (Barry Took Repülő Cirkusza)
- Bun, Whackett, Buzzard, Stubble and Boot (Fánk, Whackett, Héja, Borosta és Csizma)
- Cynthia Fellatio's Flying Circus (Cynthia Felláció Repülő Cirkusza)
- Gwen Dibley’s Flying Circus (Gwen Dibley Repülő Cirkusza)
- Handlebar Moustache Huzzah
- It’s… (Ez…)
- Norman Python's Flying Circus (Norman Python Repülő Cirkusza)
- Owl-Stretching Time (Bagolynyújtó idő)
- Sex and Violence (Szex és erőszak)
- The Horrible Earnest Megapode (A rettenetes Earnest Megapode)
- The Nose Show (Az orrshow)
- The Plastic Mac Show (A műanyag esőkabát show)
- The Toad-Elevating Moment (Varangymagasztaló pillanat)
- The Venus De Milo Panic Show (Milói Vénusz pánik show)
- The Year of the Stoat (A hermelin éve)
- Them (Ők)
- Vaseline Parade (Vazelinparádé)

## Szereplők
| Színész        | Magyar hang   |
| -------------- | ------------- |
| Graham Chapman | Nagy Ervin    |
| John Cleese    | Epres Attila  |
| Terry Gilliam  | Rajkai Zoltán |
| Eric Idle      | Rába Roland   |
| Terry Jones    | Scherer Péter |
| Michael Palin  | Csőre Gábor   |

## Visszatérő szereplők
A legtöbb komédiával ellentétben a Repülő Cirkusz minden részében újabb szereplők jelentek meg, a viszonylag kevés visszatérő alak általában a főcímben és az összekötő jelenetekben volt látható:
- az „Ez…” ember (Palin): zilált külsejű, szakadt ruhás ember, torzonborz hajjal és szakállal. A műsor kezdetén látható, amikor egy hosszú, viszontagságos út megtétele után azt mondja, hogy „It’s…” – „Ez…” Majd a főcím következik, amiben a Monty Python Repülő Cirkusza felirat látható. A sorozat egyik lehetséges címe is „Ez…” volt;
- Julius Caesar;
- a BBC bemondója szmokingban (Cleese): mindig egy íróasztalnál ül, gyakran elég különös helyeken (például erdőben vagy a tengerparton). Szövege („And now for something completely different” – „És most valami egészen más”) gyakran a főcím bevezetőjeként szolgál, de két jelenet összekötésére is egyszerű megoldást nyújtott. Bár a legtöbben Cleese-hez kötik a mondatot, először Eric Idle-tól hangzott el. Idővel a sorozat szállóigéjévé vált, a csoport első filmjének is ez a címe. A harmadik évadban a bemondó szövege „And now…”-ra rövidült;
- Gumbyk: lassú észjárású emberek, akik (a nevüket is adó) gumicsizmát, föltűrt szárú nadrágot, nadrágtartót, kerek, fémkeretes szemüveget, pamacsbajuszt és a fejükön a sarkain megcsomózott zsebkendőt viselnek (mindez az angol munkásosztálybeli nyaraló sztereotípiája). A karjukat görcsösen maguk elé lógatják, mély hangon, lassan és hangosan beszélnek, gyakran morognak és nyögnek, és előszeretettel ütögetik össze a téglákat. Gyakran panaszkodnak arra, hogy fáj az agyuk. Mindannyiuk vezetékneve Gumby (D. P. Gumby, R. S. Gumby stb.). Bár az összes Python játszott Gumbyt, a legemlékezetesebbek mégis Michael Palin és John Cleese alakításai;
- a csirkés lovag (Gilliam): egy páncélos lovag, aki a jelenetek végén valakit fejbecsap egy gumicsirkével;
- a meztelen orgonista (az első két megjelenésekor Gilliam, a továbbiakban Jones): egy rövid indulóval jelezte egy jelenet vagy a főcím kezdetét;
- Mr. Eric Praline (Cleese): gyakran panaszkodó, mindig esőkabátot viselő ember. A leghíresebb jelenete a Döglött papagáj; a legtöbb embernek nem tűnt fel, hogy visszatérő szereplő, mert a neve csupán egyszer, a Haltartási engedély című jelenetben hangzik el. Ebben kiderül, hogy rengeteg háziállata van, és mindet Ericnek hívják;
- Biggles (Chapman, egyszer pedig Jones): W. E. Johns történeteiben szereplő pilóta az első világháborúból;
- borstartók: rikácsoló hangú, alsó középosztálybeli asszonyok, akiket maguk a Pythonok játszottak el. – Pythonék a női szerepeket is magukra vállalták, a fiatal, csinos nők szerepében viszont Carol Cleveland (és ritkábban Connie Booth) volt látható. – A borstartó kifejezés arra utal, hogy a csoport tagjai milyennek látták az átlagos középosztálybeli háziasszonyokat, akiknek a feje (kalappal együtt) borstartó alakú;
- Luigi Vercotti (Palin): egy maffiózó üzletember, aki először Dino nevű fivérével (Jones) látható, később azonban már csak egyedül. A legismertebb szerepe szerint Ron Nyilvánvaló menedzsere. Dino Vercotti később egy étterem tulajdonosaként jelent meg;
- egy rövid (egy-két másodperces) fekete-fehér filmfelvétel, melyen tapsoló idős asszonyok láthatóak. A felvétel a Brit Nőegylet egyik találkozóján készült;
- Richard Baker: ismert hírolvasó, aki hírek formájában jelentett be képtelen eseményeket;
- Arthur Putey (Palin): kedves, béketűrő ember. A legismertebb jelenetei a Házassági tanácsadó (csak itt hallható a neve), a Hülye Járások Minisztériuma és a Vitajelenet;
- a Spanyol Inkvizíció, melynek a jelmondata: „Senki sem számít a Spanyol Inkvizícióra!” Tagjai: Ximenez bíboros (Palin), Biggles bíboros (Jones) és Fang bíboros (Gilliam).

Több más szereplő is emlékezetes maradt annak ellenére, hogy csak egy vagy két epizódban bukkannak fel. Ilyen a Chapman által játszott Ezredes, aki a túl hülyévé váló jeleneteket szakítja félbe; Ken Toprongy (Palin), aki az első sorozatban külön jelenetben, majd később villanásnyi szerepekben tűnik fel, hogy kifejtse a véleményét az arcszeszekről és a saját vallásáról; Mrs. Premissza (Cleese) és Mrs. Konklúzió (Chapman), akik a gyerekeik festészethez való viszonyulásáról és a televízió tetején felrobbanó pingvinről beszélgetnek, egyszer pedig Jean-Paul Sartre-t is meglátogatják.
Pythonék néhány ismert embert az átlagosnál többször tettek gúny tárgyává. A leggyakrabban talán Reginald Maudling, egy konzervatív politikus vált ilyen módon nevetségessé. Néhányszor az akkori oktatási minisztert, Margaret Thatchert is megemlítették (egyszer azt állították, hogy az agya a lábában van, amin a közönség kitűnően szórakozott). Az USA akkori elnöke, Richard Nixon is gyakran feltűnt a műsorban – filmfelvételen.
Az állandó társszereplők között volt Carol Cleveland, Connie Booth, Neil Innes és a Fred Tomlinson Singers.

## A leghíresebb jelenetek
- A papagájjelenet[1]
- Hülye járások minisztériuma
- Biciklijavító
- Mr Gumby, az agyspecialista
- Halálos vicc
- Mr. Hilter Angliában
- Spanyol inkvizíció
- Ötperces vita[2]
- Piszkos magyar szavak szótára
- Löncshús
- A vérszomjas borbély[3] ennek folytatása a
- Favágó-dal[4]
- Sajtbolt
- Hangyavásárlás

## „Az elveszett jelenetek”
"Az ütődött vallások Kft." című jelenet végén szerepel Terry Gilliam egy animációja egy papról, akinek a fejében egy ördög lakozik, mely akkor válik láthatóvá, amikor mosolyog. Ez az animáció azzal fejeződik be, hogy a pap a fejét leszögeli, hogy ne legyen tovább látható az ördög a fejében. Ez az animáció az eredeti felvételen folytatódik, amikor is a pap egy telefonhívást kap a pokolból, ahol megjelenik az ördög, majd egy denevérré átváltozva elrepül. Ezután következik a "Hogyan álcázzuk magunkat?" jelenet. Ezt a jelenetet a TV adásban cenzúrázták, és elveszett, majd évekkel később egy amerikai magángyűjtő talált rá a 16 mm-es filmre, amely tartalmazta. Ma már a YouTube-on is megtekinthető (https://www.youtube.com/watch?v=l462aqpaAOY).

## Érdekességek
- A társulat készített 1972-ben egy kétrészes német különkiadást Monty Python’s Fliegender Zirkus címmel.

## Epizódok
1. Merre tartasz, Kanada?
2. Szex és erőszak
3. Hogyan különböztessük meg a fákat elég messziről?
4. Bagolynyújtó idő
5. Az ember identitászavara a huszadik század második felében
6. Művészeti körkép
7. Elrontotta a tréfát
8. Teljes meztelenség
9. Bemutatjuk a hangyát
10. Tíz
11. A királyi filharmonikusok a mosdóba mennek
12. A csupasz hangya
13. Szünetek
14. A sajtó kérdez
15. A spanyol inkvizíció
16. Déjà vu
17. A Buzz Aldrin-show
18. Élőben a paigntoni bisztróból
19. Megélhetés
20. „Attila a hun” show
21. Régészeti körkép
22. Hogyan ismerjük fel a különböző testrészeket?
23. Az Antarktiszi Scott
24. Hogyan álcázzuk magunkat?
25. Löncshús (Spam)
26. A királynő belenéz a műsorba
27. Njorl-legenda
28. Mr. és Mrs. Brian Norris Ford Popularja
29. A pénzműsor
30. Vér, pusztítás, halál, háború és rémület
31. Országos Proust-összefoglaló verseny
32. Háború a pornográfia ellen
33. Ártatlan idők
34. A biciklitúra
35. A meztelen orgonista
36. A Thripshaw-kór
37. Dennis Moore
38. Esti mese
39. Lelátó
40. A léghajó aranykora
41. Michael Ellis
42. Könnyű szórakoztatási háború
43. Hamlet
44. Mr. Neutron
45. Pártpolitikai műsor

## Magyarul
- Monty Python repülő cirkusza. Se kép, se hang; szöveg Graham Chapman et al., ford. Szentgyörgyi József; Cartaphilus, Bp., 2000
- Monty Python repülő cirkusza. Csak a szöveg, 1–2.; szöveg Graham Chapman et al., ford. Galla Miklós; Cartaphilus, Bp., 2002–2003
- Monty Python-önéletrajz; szerk. Bob McCabe, ford. Baló András Márton; Cartaphilus, Bp., 2008
- David Morganː Itt a Monty Python beszél!; ford. Bori Erzsébet, Kövesdi Miklós Gábor; Gabo, Bp., 2015
- Monty Python’s Flying Circus bookazine. Hivatalos rajongói kézikönyv; szerk. Mark Braxton, ford. Litván Dániel; Kossuth, Bp., 2020